# شركة حقول النفط الإيرانية المركزية
شركة حقول النفط الإيرانية المركزية (ICOFC) ، (الفارسية: شرکت نفت مناطق مرکزی ایران) التي تأسست في عام 1999 ، هي واحدة من خمس شركات الإنتاج الرئيسية للشركة الوطنية الإيرانية للنفط . وهي مسؤولة عن إنتاج الغاز والنفط من 76 خزانًا، بما في ذلك 45 حقلاً للغاز و 31 حقلاً للنفط ؛ من بينها، هناك 14 حقلًا للغاز و 13 حقلاً قيد التشغيل حاليًا،  وبنهاية خطة 20 عامًا للتوقعات، سيكون قد وصل إلى 89 حقلاً في 19 مقاطعة.  تم تكليف الشركة، عند إنشائها، بتطوير وإنتاج النفط والغاز من الحقول البرية من خلال الاستفادة من جميع التقنيات المتاحة والدراية الفنية. اعتبارًا من عام 2015 ، تعد أكبر منتج للغاز الطبيعي في إيران . 

## روابط خارجية
- موقع ICOFC الرسمي
  - Zargos نسخة محفوظة 15 نوفمبر 2018 على موقع واي باك مشين.
  - الغرب نسخة محفوظة 10 ديسمبر 2019 على موقع واي باك مشين.
  - Sharg نسخة محفوظة 25 يناير 2020 على موقع واي باك مشين.